# Dorfkirche Ahlbeck

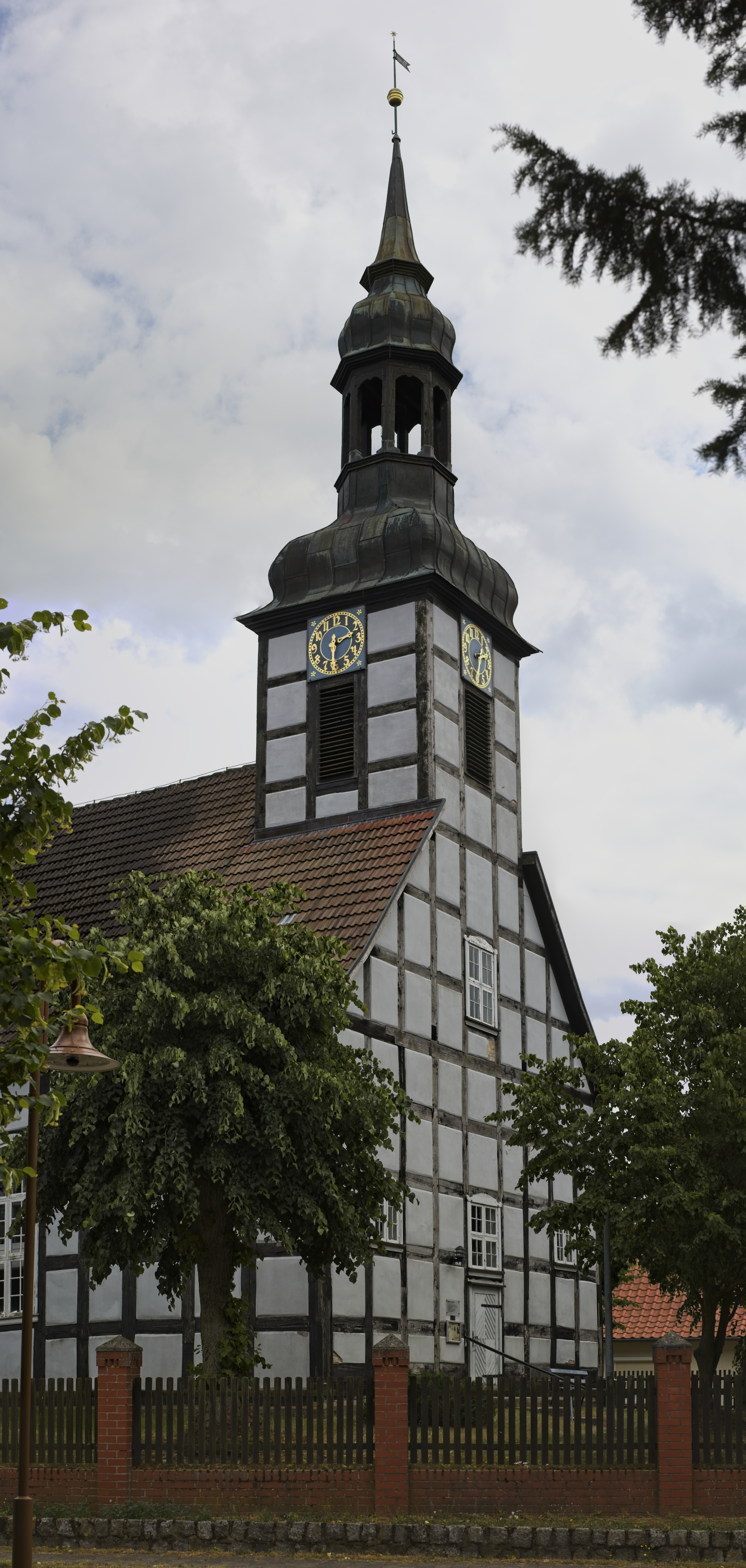
Fachwerkkirche von Ahlbeck (2021)

Die Dorfkirche von Ahlbeck befindet sich im Zentrum von Ahlbeck im Landkreis Vorpommern-Greifswald. Sie gehört zu den schönsten Fachwerkkirchen in Norddeutschland.

## Chronik und Beschreibung
Die evangelische, rechteckige Kirche im Stil des Barocks wurde 1754 (laut anderen Quellen 1759) erbaut. Der westliche, in das Gebäude einbezogene Dachturm von 1759 besitzt eine offene, barocke Haube. Die Kirche hat ein einfaches, ziegelbedecktes und nach Osten abgewalmtes Dach. Im Norden und Süden besitzt das Kirchengebäude Eingangsvorbauten. Im Innern befindet sich eine hölzerne, gewölbte Decke. Die Empore aus dem beginnenden 19. Jahrhundert erstreckt sich über drei Seiten. Der einfache Kanzelaltar mit dreizonigem Aufbau stammt aus dem 17./18. Jahrhundert.
Die Kirche wurde 1912 und ab 1997 saniert. Nach umfangreichen Sanierungsarbeiten konnte am 29. April 2001 die Kirche feierlich wiedereingeweiht werden, nachdem sie seit 1995 wegen Statikproblemen gesperrt war.
Die 1832 von August Wilhelm Grüneberg gebaute Orgel wurde 2005 von W. Sauer Orgelbau Frankfurt (Oder) saniert.

## Belege
1. ↑  Evang. Kirche in 17375 Ahlbeck. W. Sauer Orgelbau Frankfurt (Oder), archiviert vom Original am 9. März 2014; abgerufen am 9. März 2014.

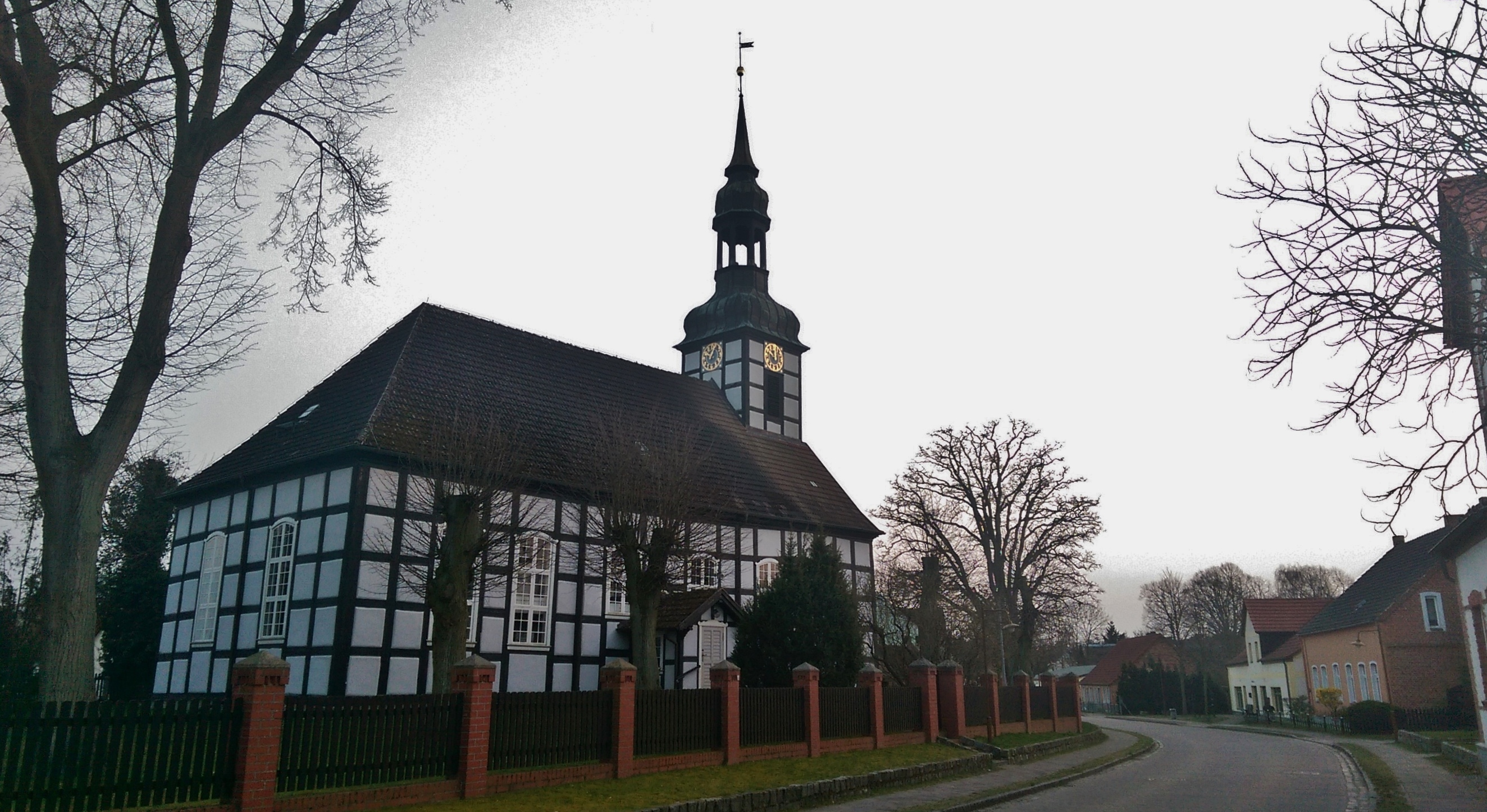
Zustand 2015
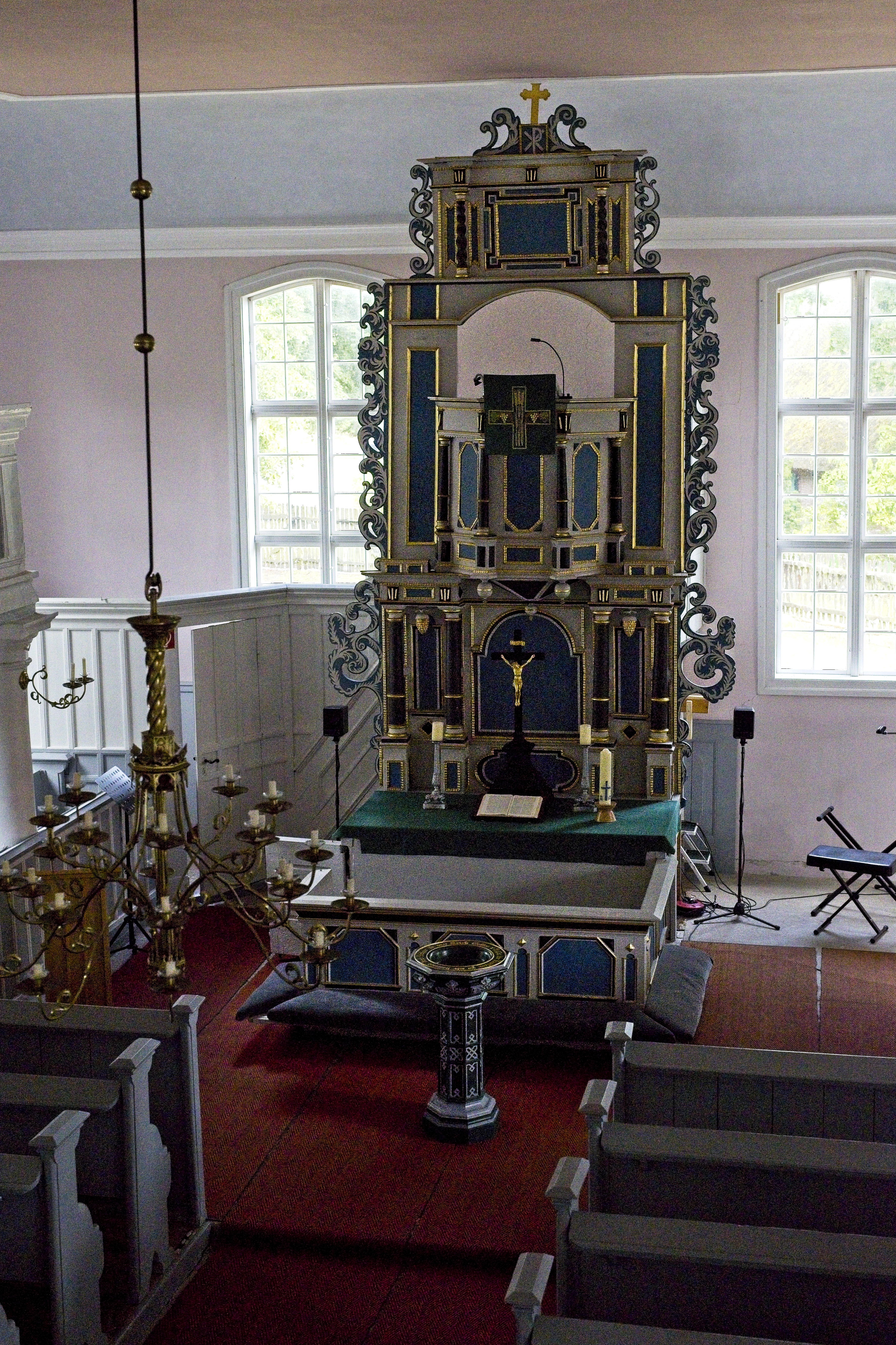
Altar der Dorfkirche von Ahlbeck
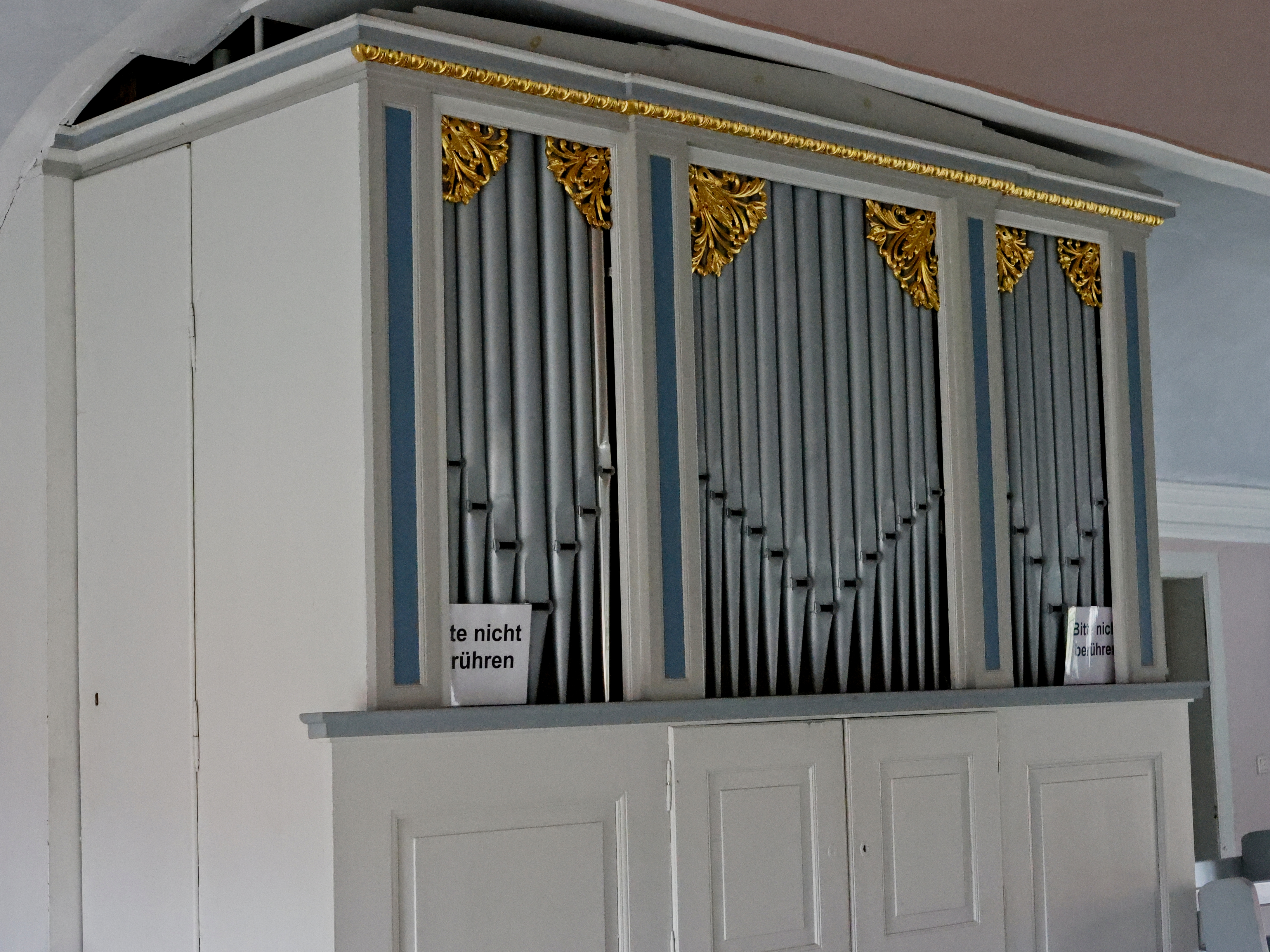
Orgel in der Dorfkirche von Ahlbeck

Koordinaten: 53° 40′ 13,5″ N, 14° 11′ 13,9″ O